# Trinity Buoy Wharf
Trinity Buoy Wharf è l'area dell'ex-stabilimento di Trinity House, situata nel quartiere di Tower Hamlets a Londra, alla confluenza del canale di Bow Creek con il Tamigi. La struttura, utilizzata dalla Corporazione dal 1803 fino al 1988, aveva la funzione di deposito e officina per la riparazione delle boe e di banchina per la manutenzione delle navi faro. La struttura comprende l'unico faro dell'area di Londra, non più attivo dal 1988.

## Il faro
Il faro Bow Creek, noto anche come "Blackwall" o "Experimental Lighthouse" ("faro sperimentale", in inglese), progettato dall'ingegnere James Nicholas Douglass, è una torre a pianta ottagonale in mattoni a vista, con lanterna e galleria. Sostituisce un precedente faro in legno.